# Foa
Foa – rodzaj morskich ryb z rodziny apogonowatych. 

## Klasyfikacja
Gatunki zaliczane do tego rodzaju:
- Foa albimaculosa
- Foa brachygramma
- Foa fo
- Foa hyalina
- Foa leisi
- Foa madagascariensis
- Foa nivosa